# 塔兰塔-佩利尼亚
塔兰塔-佩利尼亚（義大利語：Taranta Peligna），是意大利基耶蒂省的一个市镇。总面积21平方公里，人口454人，人口密度21.6人/平方公里（2009年）。ISTAT代码为069089。